# Suillia alticola
Suillia alticola är en tvåvingeart som beskrevs av Gorodkov 1977. Suillia alticola ingår i släktet Suillia och familjen myllflugor.
Artens utbredningsområde är Kazakstan. Inga underarter finns listade i Catalogue of Life.